# ریتن

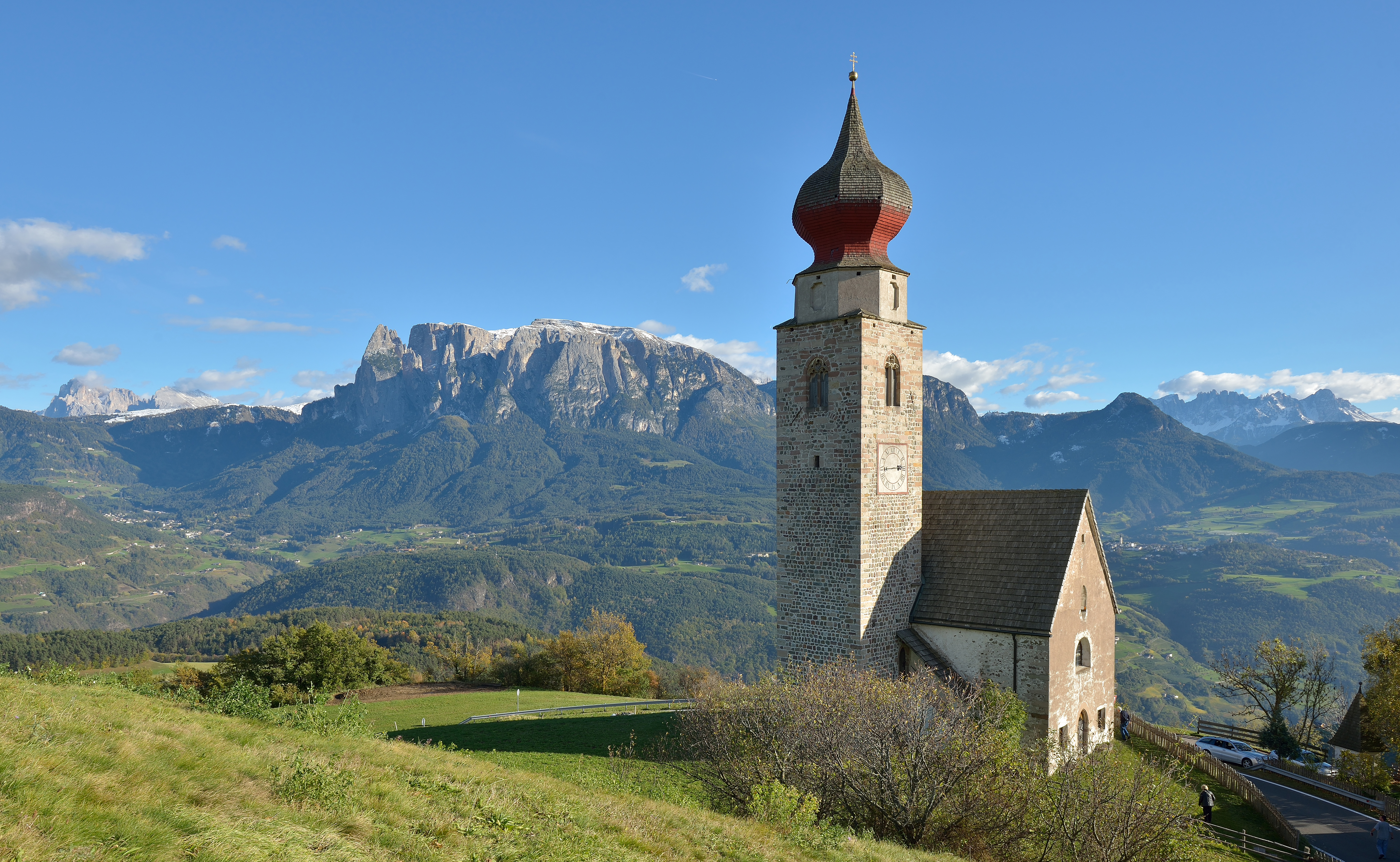
نگاره‌ای از کلیسای سن‌نیکولاس و طبیعت پیرامون آن در منطقهٔ ریتن در تیرول جنوبی، ایتالیا.

ریتن (به ایتالیایی: Renon) یک منطقهٔ مسکونی در ایتالیا است که در تیرول جنوبی واقع شده‌است.

## خصوصیات
ریتن ۱۱۱ کیلومترمربع مساحت و ۷٬۵۹۷ نفر جمعیت دارد و ۱٬۱۵۴ متر بالاتر از سطح دریا واقع شده‌است.

## خواهرخوانده
شهر کیرشهایمبولاندن خواهرخواندهٔ ریتن هست.